# 中澤敦子
中澤 敦子（なかざわ あつこ、1941年12月18日- ）は、日本の女優。茨城県出身。希楽星所属。

## 出演作品

### テレビドラマ
- マイ・フェア・ボーイ 上原鈴代
- OLが行く!お局VS新人銀行大奥バトル
- 百年の恋
- おはなはん
- おしん
- お貞ちゃん
- 中学生日記
- 愛と罪と
- 拝啓自治会長殿
- Age,35 恋しくて
- 家族の食卓
- 青天を衝け 山口たへ
- 17才の帝国 最終話（2022年6月4日、NHK総合）

### 映画
- 男はつらいよ 寅次郎忘れな草
- すべての夜を思いだす（2024年3月2日公開予定）[1]

### 方言指導（テレビドラマ）
- ひよっこ：茨城ことば指導